# Kygo/Diskografie
Diese Diskografie ist eine Übersicht über die musikalischen Werke des norwegischen DJs Kygo. Den Quellenangaben und Schallplattenauszeichnungen zufolge hat er bisher mehr als 45,4 Millionen Tonträger verkauft, davon alleine in seiner Heimat über 1,2 Millionen. Seine erfolgreichste Veröffentlichung ist die Single It Ain’t Me mit über 8,4 Millionen verkauften Einheiten.

## Alben

### Studioalben
| Jahr | Titel Musiklabel                  | Höchstplatzierung, Gesamtwochen, AuszeichnungChartplatzierungen (Jahr, Titel, Musiklabel, Platzierungen, Wochen, Auszeichnungen, Anmerkungen) | Höchstplatzierung, Gesamtwochen, AuszeichnungChartplatzierungen (Jahr, Titel, Musiklabel, Platzierungen, Wochen, Auszeichnungen, Anmerkungen) | Höchstplatzierung, Gesamtwochen, AuszeichnungChartplatzierungen (Jahr, Titel, Musiklabel, Platzierungen, Wochen, Auszeichnungen, Anmerkungen) | Höchstplatzierung, Gesamtwochen, AuszeichnungChartplatzierungen (Jahr, Titel, Musiklabel, Platzierungen, Wochen, Auszeichnungen, Anmerkungen) | Höchstplatzierung, Gesamtwochen, AuszeichnungChartplatzierungen (Jahr, Titel, Musiklabel, Platzierungen, Wochen, Auszeichnungen, Anmerkungen) | Höchstplatzierung, Gesamtwochen, AuszeichnungChartplatzierungen (Jahr, Titel, Musiklabel, Platzierungen, Wochen, Auszeichnungen, Anmerkungen) | Höchstplatzierung, Gesamtwochen, AuszeichnungChartplatzierungen (Jahr, Titel, Musiklabel, Platzierungen, Wochen, Auszeichnungen, Anmerkungen) | Anmerkungen                                                |
| Jahr | Titel Musiklabel                  | DE | AT | CH | UK | US | Dance | NO | Anmerkungen                                                |
| ---- | --------------------------------- | --- | --- | --- | --- | --- | --- | --- | ---------------------------------------------------------- |
| 2016 | Cloud Nine Ultra Records (Sony)   | DE6 (5 Wo.)DE | AT16 (1 Wo.)AT | CH1 ×2Doppelplatin · (17 Wo.)CH | UK3 Gold · (20 Wo.)UK | US11 Gold · (16 Wo.)US | Dance1 (135 Wo.)Dance | NO1 ×9Neunfachplatin · (94 Wo.)NO | Erstveröffentlichung: 13. Mai 2016 Verkäufe: + 1.338.000   |
| 2017 | Kids in Love Ultra Records (Sony) | DE91 (1 Wo.)DE | — | CH34 Platin · (1 Wo.)CH | UK35 Gold · (4 Wo.)UK | US73 (2 Wo.)US | Dance1 (85 Wo.)Dance | NO3 (55 Wo.)NO | Erstveröffentlichung: 3. November 2017 Verkäufe: + 327.500 |
| 2020 | Golden Hour Sony                  | DE42 (1 Wo.)DE | AT20 (2 Wo.)AT | CH4 (13 Wo.)CH | UK6 Silber · (11 Wo.)UK | US18 Gold · (17 Wo.)US | Dance2 (66 Wo.)Dance | NO1 (75 Wo.)NO | Erstveröffentlichung: 29. Mai 2020 Verkäufe: + 675.000     |
| 2022 | Thrill of the Chase Sony          | — | — | CH32 (1 Wo.)CH | — | — | Dance4 (8 Wo.)Dance | NO4 (25 Wo.)NO | Erstveröffentlichung: 11. November 2022 Verkäufe: + 2.000  |
| 2024 | Kygo Sony                         | DE86 (1 Wo.)DE | AT52 (1 Wo.)AT | CH7 (4 Wo.)CH | UK62 (2 Wo.)UK | US97 (1 Wo.)US | Dance2 (… Wo.)Dance | NO1 (18 Wo.)NO | Erstveröffentlichung: 21. Juni 2024                        |

### EPs
| Jahr | Titel                           | Höchstplatzierung, Gesamtwochen, AuszeichnungChartplatzierungen (Jahr, Titel, Platzierungen, Wochen, Auszeichnungen, Anmerkungen) | Höchstplatzierung, Gesamtwochen, AuszeichnungChartplatzierungen (Jahr, Titel, Platzierungen, Wochen, Auszeichnungen, Anmerkungen) | Höchstplatzierung, Gesamtwochen, AuszeichnungChartplatzierungen (Jahr, Titel, Platzierungen, Wochen, Auszeichnungen, Anmerkungen) | Höchstplatzierung, Gesamtwochen, AuszeichnungChartplatzierungen (Jahr, Titel, Platzierungen, Wochen, Auszeichnungen, Anmerkungen) | Höchstplatzierung, Gesamtwochen, AuszeichnungChartplatzierungen (Jahr, Titel, Platzierungen, Wochen, Auszeichnungen, Anmerkungen) | Höchstplatzierung, Gesamtwochen, AuszeichnungChartplatzierungen (Jahr, Titel, Platzierungen, Wochen, Auszeichnungen, Anmerkungen) | Höchstplatzierung, Gesamtwochen, AuszeichnungChartplatzierungen (Jahr, Titel, Platzierungen, Wochen, Auszeichnungen, Anmerkungen) | Anmerkungen                                                  |
| Jahr | Titel                           | DE | AT | CH | UK | US | Dance | NO | Anmerkungen                                                  |
| ---- | ------------------------------- | --- | --- | --- | --- | --- | --- | --- | ------------------------------------------------------------ |
| 2017 | Stargazing Ultra Records (Sony) | — | — | — | — | US137 (7 Wo.)US | Dance3 (40 Wo.)Dance | — | Erstveröffentlichung: 22. September 2017 Verkäufe: + 125.000 |

## Singles

### Als Leadmusiker
| Jahr | Titel Album                               | Höchstplatzierung, Gesamtwochen, AuszeichnungChartplatzierungen (Jahr, Titel, Album, Platzierungen, Wochen, Auszeichnungen, Anmerkungen) | Höchstplatzierung, Gesamtwochen, AuszeichnungChartplatzierungen (Jahr, Titel, Album, Platzierungen, Wochen, Auszeichnungen, Anmerkungen) | Höchstplatzierung, Gesamtwochen, AuszeichnungChartplatzierungen (Jahr, Titel, Album, Platzierungen, Wochen, Auszeichnungen, Anmerkungen) | Höchstplatzierung, Gesamtwochen, AuszeichnungChartplatzierungen (Jahr, Titel, Album, Platzierungen, Wochen, Auszeichnungen, Anmerkungen) | Höchstplatzierung, Gesamtwochen, AuszeichnungChartplatzierungen (Jahr, Titel, Album, Platzierungen, Wochen, Auszeichnungen, Anmerkungen) | Höchstplatzierung, Gesamtwochen, AuszeichnungChartplatzierungen (Jahr, Titel, Album, Platzierungen, Wochen, Auszeichnungen, Anmerkungen) | Höchstplatzierung, Gesamtwochen, AuszeichnungChartplatzierungen (Jahr, Titel, Album, Platzierungen, Wochen, Auszeichnungen, Anmerkungen) | Anmerkungen |
| Jahr | Titel Album                               | DE | AT | CH | UK | US | Dance | NO | Anmerkungen |
| --- | ----------------------------------------- | --- | --- | --- | --- | --- | --- | --- | --- |
| 2013 | Epsilon –                                 | — | — | — | — | — | — | — | Erstveröffentlichung: 15. Mai 2013                                                                                             |
| 2013 | Younger (Kygo Remix)* –                   | — | AT54 (1 Wo.)AT | — | UK61 (2 Wo.)UK | — | — | NO1 (33 Wo.)NO | Erstveröffentlichung: 17. Dezember 2013 von Seinabo Sey * die Chartdatenbanken unterscheiden nicht zwischen Original und Remix |
| 2014 | Often (Kygo Remix) –                      | — | — | — | — | — | — | NO12 (14 Wo.)NO | Erstveröffentlichung: 28. Juli 2014 von The Weeknd                                                                             |
| 2014 | Firestone Cloud Nine                      | DE3 ×2Doppelplatin · (57 Wo.)DE | AT5 Gold · (36 Wo.)AT | CH4 ×3Dreifachplatin · (49 Wo.)CH | UK8 ×3Dreifachplatin · (55 Wo.)UK | US92 Platin · (1 Wo.)US | Dance8 (29 Wo.)Dance | NO1 ×5Fünffachplatin · (41 Wo.)NO | Erstveröffentlichung: 2. Dezember 2014 Verkäufe: + 6.390.000; feat. Conrad                                                     |
| 2015 | ID (Ultra Music Festival 2015 Anthem) –   | — | — | — | — | — | Dance32 (1 Wo.)Dance | NO31 (6 Wo.)NO | Erstveröffentlichung: 10. Februar 2015                                                                                         |
| 2015 | Stole the Show Cloud Nine                 | DE2 Platin · (41 Wo.)DE | AT5 Gold · (32 Wo.)AT | CH3 ×3Dreifachplatin · (56 Wo.)CH | UK24 Platin · (35 Wo.)UK | US— PlatinUS | Dance11 (26 Wo.)Dance | NO1 ×6Sechsfachplatin · (40 Wo.)NO | Erstveröffentlichung: 23. März 2015 Verkäufe: + 4.182.500; feat. Parson James                                                  |
| 2015 | Sexual Healing (Kygo Remix) –             | — | — | — | — | — | — | NO23 (6 Wo.)NO | Erstveröffentlichung: 27. April 2015 von Marvin Gaye                                                                           |
| 2015 | Nothing Left Cloud Nine                   | DE57 (1 Wo.)DE | AT58 (1 Wo.)AT | CH26 (3 Wo.)CH | UK79 (1 Wo.)UK | — | — | NO1 ×2Doppelplatin · (18 Wo.)NO | Erstveröffentlichung: 31. Juli 2015 Verkäufe: + 80.000; feat. Will Heard                                                       |
| 2015 | Here for You –                            | DE47 (14 Wo.)DE | AT58 (8 Wo.)AT | CH17 Gold · (16 Wo.)CH | UK18 Silber · (10 Wo.)UK | — | Dance12 (24 Wo.)Dance | NO9 Gold · (10 Wo.)NO | Erstveröffentlichung: 4. September 2015 Verkäufe: + 362.500; feat. Ella Henderson                                              |
| 2015 | Stay Cloud Nine                           | DE38 Gold · (25 Wo.)DE | AT30 (21 Wo.)AT | CH11 Platin · (33 Wo.)CH | UK20 Platin · (31 Wo.)UK | US— GoldUS | Dance8 (26 Wo.)Dance | NO2 (22 Wo.)NO | Erstveröffentlichung: 4. Dezember 2015 Verkäufe: + 2.115.000; feat. Maty Noyes                                                 |
| 2016 | Fragile Cloud Nine                        | DE87 (1 Wo.)DE | AT69 (1 Wo.)AT | CH50 (2 Wo.)CH | — | — | — | NO1 (12 Wo.)NO | Promoveröffentlichung: 18. März 2016 mit Labrinth                                                                              |
| 2016 | Raging Cloud Nine                         | DE69 (11 Wo.)DE | AT47 (13 Wo.)AT | CH24 (17 Wo.)CH | UK42 Gold · (10 Wo.)UK | — | Dance16 (20 Wo.)Dance | NO2 (14 Wo.)NO | Erstveröffentlichung: 1. April 2016 Verkäufe: + 635.000; feat. Kodaline                                                        |
| 2016 | I’m in Love Cloud Nine                    | — | AT38 (1 Wo.)AT | CH39 (1 Wo.)CH | UK99 (1 Wo.)UK | — | — | NO9 (5 Wo.)NO | Promoveröffentlichung: 22. April 2016 feat. James Vincent McMorrow                                                             |
| 2016 | Carry Me Cloud Nine                       | — | — | — | — | — | Dance16 (20 Wo.)Dance | NO39 (1 Wo.)NO | Erstveröffentlichung: 12. August 2016 Verkäufe: + 40.000; feat. Julia Michaels                                                 |
| 2017 | It Ain’t Me Stargazing                    | DE2 ×2Doppelplatin · (31 Wo.)DE | AT2 Platin · (28 Wo.)AT | CH3 ×3Dreifachplatin · (47 Wo.)CH | UK7 ×2Doppelplatin · (24 Wo.)UK | US10 ×3Dreifachplatin · (29 Wo.)US | Dance2 (52 Wo.)Dance | NO1 ×7Siebenfachplatin · (30 Wo.)NO | Erstveröffentlichung: 17. Februar 2017 Verkäufe: + 8.413.333; mit Selena Gomez                                                 |
| 2017 | Cruise Fifty Shades Darker (O.S.T.)       | — | — | — | — | — | Dance22 (5 Wo.)Dance | NO25 (7 Wo.)NO | Erstveröffentlichung: 17. Februar 2017 feat. Andrew Jackson                                                                    |
| 2017 | First Time Stargazing                     | DE28 Gold · (17 Wo.)DE | AT23 Gold · (18 Wo.)AT | CH14 Platin · (17 Wo.)CH | UK34 Gold · (11 Wo.)UK | US67 Gold · (1 Wo.)US | Dance9 (26 Wo.)Dance | NO3 (16 Wo.)NO | Erstveröffentlichung: 28. April 2017 Verkäufe: + 1.836.666; feat. Ellie Goulding                                               |
| 2017 | Stargazing                                | DE14 Platin · (26 Wo.)DE | AT18 Platin · (26 Wo.)AT | CH9 ×2Doppelplatin · (34 Wo.)CH | UK44 Silber · (10 Wo.)UK | US— GoldUS | Dance11 (25 Wo.)Dance | NO2 (24 Wo.)NO | Erstveröffentlichung: 21. September 2017 Verkäufe: + 1.858.333; feat. Justin Jesso                                             |
| 2017 | This Town Stargazing                      | — | — | CH99 (1 Wo.)CH | — | — | — | NO9 (17 Wo.)NO | Erstveröffentlichung: 22. September 2017 feat. Sasha Sloan; Remix feat. Gucci Mane                                             |
| 2017 | Kids in Love                              | DE90 (1 Wo.)DE | AT52 (1 Wo.)AT | CH33 (1 Wo.)CH | UK99 (1 Wo.)UK | — | Dance10 (8 Wo.)Dance | NO8 (4 Wo.)NO | Erstveröffentlichung: 20. Oktober 2017 Verkäufe: + 40.000; feat. The Night Game & Maja Francis                                 |
| 2017 | Never Let You Go Stargazing               | — | — | CH64 (1 Wo.)CH | — | — | Dance19 (8 Wo.)Dance | NO39 (1 Wo.)NO | Promoveröffentlichung: 27. Oktober 2017 feat. John Newman                                                                      |
| 2017 | Stranger Things Kids in Love              | — | — | CH48 (1 Wo.)CH | — | — | Dance13 (20 Wo.)Dance | — | Erstveröffentlichung: 3. November 2017 Verkäufe: + 40.000; feat. OneRepublic                                                   |
| 2017 | Sunrise Stargazing                        | — | — | — | — | — | Dance33 (3 Wo.)Dance | NO37 (1 Wo.)NO | Promoveröffentlichung: 3. November 2017 feat. Jason Walker                                                                     |
| 2018 | Remind Me to Forget Kids in Love          | DE14 Gold · (22 Wo.)DE | AT4 Gold · (24 Wo.)AT | CH2 Platin · (24 Wo.)CH | UK69 Silber · (8 Wo.)UK | US63 (11 Wo.)US | Dance4 (30 Wo.)Dance | NO2 (23 Wo.)NO | Erstveröffentlichung: 16. März 2018 Verkäufe: + 1.610.000; feat. Miguel                                                        |
| 2018 | Born to Be Yours –                        | DE22 Gold · (21 Wo.)DE | AT12 Gold · (22 Wo.)AT | CH5 Platin · (23 Wo.)CH | UK54 Silber · (10 Wo.)UK | US74 (2 Wo.)US | Dance3 (20 Wo.)Dance | NO4 (16 Wo.)NO | Erstveröffentlichung: 15. Juni 2018 Verkäufe: + 1.230.000; mit Imagine Dragons                                                 |
| 2018 | Happy Now –                               | DE53 Gold · (16 Wo.)DE | AT53 (7 Wo.)AT | CH20 Gold · (22 Wo.)CH | UK— SilberUK | — | Dance12 (22 Wo.)Dance | NO6 (18 Wo.)NO | Erstveröffentlichung: 26. Oktober 2018 Verkäufe: + 970.000; feat. Sandro Cavazza                                               |
| 2019 | Think About You –                         | DE67 (1 Wo.)DE | AT61 (1 Wo.)AT | CH32 (3 Wo.)CH | UK82 (3 Wo.)UK | — | Dance10 (20 Wo.)Dance | NO5 (5 Wo.)NO | Erstveröffentlichung: 14. Februar 2019 Verkäufe: + 80.000; feat. Valerie Broussard                                             |
| 2019 | Carry On –                                | DE46 (12 Wo.)DE | AT47 (8 Wo.)AT | CH28 Gold · (15 Wo.)CH | UK26 Silber · (10 Wo.)UK | — | Dance7 (20 Wo.)Dance | NO7 (9 Wo.)NO | Erstveröffentlichung: 19. April 2019 Verkäufe: + 380.000; mit Rita Ora aus dem Film Pokémon: Meisterdetektiv Pikachu           |
| 2019 | Not Ok –                                  | — | — | CH47 (1 Wo.)CH | — | — | Dance9 (20 Wo.)Dance | NO7 (10 Wo.)NO | Erstveröffentlichung: 23. Mai 2019 mit Chelsea Cutler                                                                          |
| 2019 | Kem kan eg ringe –                        | — | — | — | — | — | — | NO3 (19 Wo.)NO | Erstveröffentlichung: 14. Juni 2019 feat. Store P & Lars Vaular                                                                |
| 2019 | Higher Love Golden Hour                   | DE22 Platin · (24 Wo.)DE | AT20 Platin · (24 Wo.)AT | CH10 Platin · (44 Wo.)CH | UK2 ×3Dreifachplatin · (49 Wo.)UK | US63 ×3Dreifachplatin · (9 Wo.)US | Dance2 (48 Wo.)Dance | NO2 (23 Wo.)NO | Erstveröffentlichung: 28. Juni 2019 Verkäufe: + 6.420.000; mit Whitney Houston                                                 |
| 2020 | Forever Yours (Avicii Tribute) –          | DE65 (1 Wo.)DE | — | CH25 (5 Wo.)CH | — | — | Dance9 (18 Wo.)Dance | NO5 (4 Wo.)NO | Erstveröffentlichung: 24. Januar 2020 Verkäufe: + 20.000; mit Avicii & Sandro Cavazza                                          |
| 2020 | Like It Is Golden Hour                    | DE41 (5 Wo.)DE | AT37 (3 Wo.)AT | CH9 (7 Wo.)CH | UK49 Silber · (14 Wo.)UK | — | Dance5 (20 Wo.)Dance | NO3 (11 Wo.)NO | Erstveröffentlichung: 27. März 2020 Verkäufe: + 370.000; mit Zara Larsson & Tyga                                               |
| 2020 | I’ll Wait Golden Hour                     | DE89 (1 Wo.)DE | AT71 (1 Wo.)AT | CH21 (3 Wo.)CH | — | US— GoldUS | Dance5 (21 Wo.)Dance | NO9 (5 Wo.)NO | Erstveröffentlichung: 3. April 2020 Verkäufe: + 580.000; mit Sasha Sloan                                                       |
| 2020 | Freedom Golden Hour                       | DE90 (1 Wo.)DE | AT51 Gold · (1 Wo.)AT | CH25 (9 Wo.)CH | UK77 (1 Wo.)UK | — | Dance9 (20 Wo.)Dance | NO11 (2 Wo.)NO | Erstveröffentlichung: 17. April 2020 Verkäufe: + 15.000; feat. Zak Abel                                                        |
| 2020 | Lose Somebody Golden Hour                 | DE45 (10 Wo.)DE | AT28 Gold · (9 Wo.)AT | CH20 Gold · (18 Wo.)CH | UK46 Silber · (13 Wo.)UK | US88 Platin · (1 Wo.)US | Dance5 (37 Wo.)Dance | NO5 (15 Wo.)NO | Erstveröffentlichung: 15. Mai 2020 Verkäufe: + 1.810.000; mit OneRepublic                                                      |
| 2020 | The Truth Golden Hour                     | — | — | CH63 (1 Wo.)CH | — | — | Dance11 (7 Wo.)Dance | NO28 (1 Wo.)NO | Erstveröffentlichung: 22. Mai 2020 mit Valerie Broussard                                                                       |
| 2020 | What’s Love Got to Do with It –           | DE26 Gold · (18 Wo.)DE | AT23 Platin · (13 Wo.)AT | CH6 Gold · (18 Wo.)CH | UK31 Silber · (12 Wo.)UK | — | Dance7 (20 Wo.)Dance | NO4 (9 Wo.)NO | Erstveröffentlichung: 17. Juli 2020 Verkäufe: + 590.000; mit Tina Turner                                                       |
| 2020 | Hot Stuff –                               | DE74 (1 Wo.)DE | — | CH27 (4 Wo.)CH | — | — | Dance9 (20 Wo.)Dance | NO23 (2 Wo.)NO | Erstveröffentlichung: 18. September 2020 mit Donna Summer                                                                      |
| 2021 | Gone Are the Days Thrill of the Chase     | DE— aDE | — | CH62 (2 Wo.)CH | — | — | — | NO7 (14 Wo.)NO | Erstveröffentlichung: 16. April 2021 Verkäufe: + 40.000; feat. James Gillespie                                                 |
| 2021 | Love Me Now Thrill of the Chase           | DE69 (3 Wo.)DE | AT62 Gold · (2 Wo.)AT | CH28 (4 Wo.)CH | — | — | Dance9 (20 Wo.)Dance | NO5 (8 Wo.)NO | Erstveröffentlichung: 13. August 2021 Verkäufe: + 95.000; feat. Zoe Wees                                                       |
| 2021 | Undeniable Thrill of the Chase            | DE— bDE | — | CH55 (1 Wo.)CH | — | — | Dance8 (20 Wo.)Dance | NO8 (4 Wo.)NO | Erstveröffentlichung: 15. Oktober 2021 feat. X Ambassadors                                                                     |
| 2022 | Dancing Feet Thrill of the Chase          | DE— cDE | AT— GoldAT | CH60 (1 Wo.)CH | — | — | Dance6 (20 Wo.)Dance | NO8 (11 Wo.)NO | Erstveröffentlichung: 25. Februar 2022 Verkäufe: + 99.000; feat. DNCE                                                          |
| 2022 | Freeze Thrill of the Chase                | — | — | — | — | — | Dance11 (7 Wo.)Dance | NO37 (1 Wo.)NO | Erstveröffentlichung: 6. Mai 2022 feat. Andrew Jackson                                                                         |
| 2022 | Never Really Loved Me Thrill of the Chase | — | — | CH100 (1 Wo.)CH | — | — | Dance17 (7 Wo.)Dance | NO14 (3 Wo.)NO | Erstveröffentlichung: 1. Juli 2022 Verkäufe: + 40.000; feat. Dean Lewis                                                        |
| 2022 | Lost Without You Thrill of the Chase      | — | — | — | — | — | Dance10 (20 Wo.)Dance | — | Erstveröffentlichung: 8. Juli 2022 feat. Dean Lewis                                                                            |
| 2022 | Woke Up in Love Thrill of the Chase       | — | — | CH42 (1 Wo.)CH | — | — | Dance9 (22 Wo.)Dance | NO26 (1 Wo.)NO | Erstveröffentlichung: 9. September 2022 Verkäufe: + 40.000; mit Gryffin & Calum Scott                                          |
| 2023 | Say Say Say –                             | — | — | — | — | — | Dance16 (3 Wo.)Dance | NO16 (2 Wo.)NO | Erstveröffentlichung: 31. März 2023 Verkäufe: + 100.000; feat. Paul McCartney & Michael Jackson                                |
| 2024 | Whatever Kygo                             | DE15 Gold · (34 Wo.)DE | AT22 Platin · (30 Wo.)AT | CH15 Platin · (34 Wo.)CH | UK15 Gold · (20 Wo.)UK | US— GoldUS | Dance6 (26 Wo.)Dance | NO1 (23 Wo.)NO | Erstveröffentlichung: 19. Januar 2024 Verkäufe: + 1.958.000; mit Ava Max                                                       |
| 2024 | For Life Kygo                             | — | — | CH75 (2 Wo.)CH | UK75 (3 Wo.)UK | — | Dance13 (16 Wo.)Dance | NO24 (5 Wo.)NO | Erstveröffentlichung: 19. April 2024 Verkäufe: + 160.000; feat. Zak Abel & Nile Rodgers                                        |
| 2024 | Without You Kygo                          | — | — | — | — | — | Dance19 (2 Wo.)Dance | — | Erstveröffentlichung: 31. Mai 2024 feat. Hayla                                                                                 |
| 2024 | Me Before You Kygo                        | — | — | — | — | — | Dance41 (2 Wo.)Dance | NO39 (1 Wo.)NO | Erstveröffentlichung: 14. Juni 2024 feat. Plested                                                                              |
| 2024 | Stars Will Align –                        | — | — | CH51 (1 Wo.)CH | UK69 (1 Wo.)UK | — | Dance10 (12 Wo.)Dance | NO24 (1 Wo.)NO | Erstveröffentlichung: 27. September 2024 feat. Imagine Dragons                                                                 |
| 2024 | Hold On Me –                              | — | — | — | — | — | Dance26 (2 Wo.)Dance | NO25 (1 Wo.)NO | Erstveröffentlichung: 15. November 2024 feat. Sandro Cavazza                                                                   |
| 2025 | Chasing Paradise –                        | DE91 (2 Wo.)DE | — | CH76 (1 Wo.)CH | — | — | Dance6 (4 Wo.)Dance | — | Erstveröffentlichung: 24. Januar 2025 mit OneRepublic                                                                          |
| 2025 | Can’t Get Enough –                        | — | — | — | — | — | — | NO16 (2 Wo.)NO | Erstveröffentlichung: 2. Mai 2025 mit Victoria Nadine                                                                          |
| Folgende Lieder erschienen nicht als Single, wurden aber durch das Album zum Download und Streaming bereitgestellt und konnten somit eine Platzierung erlangen: |                                           | | | | | | | | |
| |                                           | | | | | | | | |
| 2016 | Oasis Cloud Nine                          | — | — | — | — | — | Dance19 (2 Wo.)Dance | — | Charteinstieg: 4. Juni 2016 feat. Foxes                                                                                        |
| 2016 | Happy Birthday Cloud Nine                 | — | — | — | — | — | Dance23 (1 Wo.)Dance | — | Charteinstieg: 4. Juni 2016 feat. John Legend                                                                                  |
| 2016 | Fiction Cloud Nine                        | — | — | — | — | — | Dance27 (1 Wo.)Dance | — | Charteinstieg: 4. Juni 2016 feat. Tom Odell                                                                                    |
| 2016 | Not Alone Cloud Nine                      | — | — | — | — | — | Dance31 (1 Wo.)Dance | — | Charteinstieg: 4. Juni 2016 feat. Rhodes                                                                                       |
| 2016 | Serious Cloud Nine                        | — | — | — | — | — | Dance32 (1 Wo.)Dance | — | Charteinstieg: 4. Juni 2016 feat. Matt Corby                                                                                   |
| 2017 | Riding Shotgun Kids in Love               | — | — | — | — | — | Dance27 (3 Wo.)Dance | — | Charteinstieg: 25. November 2017 mit Oliver Nelson feat. Bonnie McKee                                                          |
| 2017 | I See You Kids in Love                    | — | — | — | — | — | Dance44 (1 Wo.)Dance | — | Charteinstieg: 25. November 2017 feat. Billy Raffoul                                                                           |
| 2017 | With You Kids in Love                     | — | — | — | — | — | Dance47 (1 Wo.)Dance | — | Charteinstieg: 25. November 2017 feat. Wrabel                                                                                  |
| 2017 | Permanent Kids in Love                    | — | — | — | — | — | Dance49 (1 Wo.)Dance | — | Charteinstieg: 25. November 2017 mit JHart                                                                                     |
| 2020 | Broken Glass Golden Hour                  | DE— dDE | — | CH68 (1 Wo.)CH | — | — | Dance13 (20 Wo.)Dance | NO15 (7 Wo.)NO | Charteinstieg: 5. Juni 2020 mit Kim Petras                                                                                     |
| 2020 | Someday Golden Hour                       | — | — | — | — | — | Dance25 (13 Wo.)Dance | — | Charteinstieg: 13. Juni 2020 mit Zac Brown                                                                                     |
| 2020 | Feels Like Forever Golden Hour            | — | — | — | — | — | Dance27 (4 Wo.)Dance | — | Charteinstieg: 13. Juni 2020 mit Jamie N Commons                                                                               |
| 2020 | Beautiful Golden Hour                     | — | — | — | — | — | Dance29 (3 Wo.)Dance | — | Charteinstieg: 13. Juni 2020 mit Sandro Cavazza                                                                                |
| 2020 | Could You Love Me Golden Hour             | — | — | — | — | — | Dance30 (3 Wo.)Dance | — | Charteinstieg: 13. Juni 2020 mit Dreamlab                                                                                      |
| 2020 | To Die For Golden Hour                    | — | — | — | — | — | Dance31 (2 Wo.)Dance | — | Charteinstieg: 13. Juni 2020 mit St. Lundi                                                                                     |
| 2020 | How Would I Know Golden Hour              | — | — | — | — | — | Dance33 (2 Wo.)Dance | — | Charteinstieg: 13. Juni 2020 mit Oh Wonder                                                                                     |
| 2020 | Don’t Give Up on Love Golden Hour         | — | — | — | — | — | Dance35 (2 Wo.)Dance | — | Charteinstieg: 13. Juni 2020 feat. Sam Tinnesz                                                                                 |
| 2020 | Say You Will Golden Hour                  | — | — | — | — | — | Dance36 (4 Wo.)Dance | — | Charteinstieg: 13. Juni 2020 mit Patrick Droney & Petey                                                                        |
| 2020 | Follow Golden Hour                        | — | — | — | — | — | Dance38 (2 Wo.)Dance | — | Charteinstieg: 13. Juni 2020 feat. Joe Janiak                                                                                  |
| 2020 | Hurting Golden Hour                       | — | — | — | — | — | Dance39 (1 Wo.)Dance | — | Charteinstieg: 13. Juni 2020 feat. Rhys Lewis                                                                                  |
| 2022 | The Way We Were Thrill of the Chase       | — | — | — | — | — | Dance18 (4 Wo.)Dance | NO24 (1 Wo.)NO | Charteinstieg: 19. November 2022 feat. Plested                                                                                 |
| 2022 | Lonely Together Thrill of the Chase       | — | — | — | — | — | Dance50 (1 Wo.)Dance | — | Charteinstieg: 26. November 2022 feat. Dagny                                                                                   |
| 2024 | Healing (Shattered Heart) Kygo            | — | — | — | — | — | Dance16 (4 Wo.)Dance | — | Charteinstieg: 6. Juli 2024 feat. Jonas Brothers                                                                               |

### Als Gastmusiker
| Jahr | Titel Album                      | Höchstplatzierung, Gesamtwochen, AuszeichnungChartplatzierungen (Jahr, Titel, Album, Platzierungen, Wochen, Auszeichnungen, Anmerkungen) | Höchstplatzierung, Gesamtwochen, AuszeichnungChartplatzierungen (Jahr, Titel, Album, Platzierungen, Wochen, Auszeichnungen, Anmerkungen) | Höchstplatzierung, Gesamtwochen, AuszeichnungChartplatzierungen (Jahr, Titel, Album, Platzierungen, Wochen, Auszeichnungen, Anmerkungen) | Höchstplatzierung, Gesamtwochen, AuszeichnungChartplatzierungen (Jahr, Titel, Album, Platzierungen, Wochen, Auszeichnungen, Anmerkungen) | Höchstplatzierung, Gesamtwochen, AuszeichnungChartplatzierungen (Jahr, Titel, Album, Platzierungen, Wochen, Auszeichnungen, Anmerkungen) | Höchstplatzierung, Gesamtwochen, AuszeichnungChartplatzierungen (Jahr, Titel, Album, Platzierungen, Wochen, Auszeichnungen, Anmerkungen) | Höchstplatzierung, Gesamtwochen, AuszeichnungChartplatzierungen (Jahr, Titel, Album, Platzierungen, Wochen, Auszeichnungen, Anmerkungen) | Anmerkungen                                                                                          |
| Jahr | Titel Album                      | DE | AT | CH | UK | US | Dance | NO | Anmerkungen                                                                                          |
| ---- | -------------------------------- | --- | --- | --- | --- | --- | --- | --- | --- |
| 2016 | Coming Over This Mixtape Is Fire | — | — | — | — | US— GoldUS | Dance14 (35 Wo.)Dance | — | Erstveröffentlichung: 12. Februar 2016 Verkäufe: + 515.000; Dillon Francis feat. Kygo & James Hersey |
| 2019 | Family World War Joy             | — | — | CH51 (1 Wo.)CH | — | — | Dance6 (20 Wo.)Dance | NO31 (4 Wo.)NO | Erstveröffentlichung: 6. Dezember 2019 The Chainsmokers feat. Kygo                                   |

## Autorenbeteiligungen und Produktionen
Autorenbeteiligungen
- 2020: OneRepublic – Didn’t I

Produktionen
- 2016: Fifth Harmony – Write on Me
- 2016: Fifth Harmony – Squeeze
- 2021: Dennis Lloyd – The Way
- 2022: Jin – The Astronaut

## Sonderveröffentlichungen
Remixe
- 2013: Didrik Thulin – Dancer
- 2014: Seinabo Sey – Younger
- 2014: Kyla La Grange – Cut Your Teeth
- 2014: Syn Cole feat. Madame Buttons – Miami 82
- 2014: Benjamin Francis Leftwich – Shine
- 2014: The Weeknd – Often
- 2014: Coldplay – Midnight
- 2015: Marvin Gaye – Sexual Healing
- 2015: A-ha – Take On Me
- 2016: The Weeknd feat. Daft Punk – Starboy
- 2017: Alan Walker & Gavin James – Tired
- 2017: Henry Green – Electric Feel
- 2017: U2 – You ’re the Best Thing About Me (U2 vs. Kygo)
- 2022: Coldplay & Selena Gomez – Let Somebody Go

## Statistik

### Chartauswertung
|                     | DE    | AT    | CH    | UK    | US    | Dance       | NO    |
| ------------------- | ----- | ----- | ----- | ----- | ----- | ----------- | ----- |
| Nummer-eins-Alben   | DE—DE | AT—AT | CH1CH | UK—UK | US—US | Dance2Dance | NO3NO |
| Top-10-Alben        | DE1DE | AT—AT | CH3CH | UK2UK | US—US | Dance6Dance | NO5NO |
| Alben in den Charts | DE4DE | AT3AT | CH5CH | UK4UK | US5US | Dance6Dance | NO5NO |

|                       | DE     | AT     | CH     | UK     | US    | Dance        | NO     |
| --------------------- | ------ | ------ | ------ | ------ | ----- | ------------ | ------ |
| Nummer-eins-Singles   | DE—DE  | AT—AT  | CH—CH  | UK—UK  | US—US | Dance—Dance  | NO6NO  |
| Top-10-Singles        | DE3DE  | AT4AT  | CH9CH  | UK3UK  | US1US | Dance26Dance | NO32NO |
| Singles in den Charts | DE27DE | AT26AT | CH42CH | UK24UK | US7US | Dance69Dance | NO54NO |

### Auszeichnungen für Musikverkäufe
| Land/RegionAuszeichnungen für Musikverkäufe (Land/Region, Auszeichnungen, Verkäufe, Quellen) | Silber       | Gold       | Platin         | Diamant     | Verkäufe   | Quellen              |
| -------------------------------------------------------------------------------------------- | ------------ | ---------- | -------------- | ----------- | ---------- | -------------------- |
| Australien (ARIA)                                                                            | —            | 3× Gold3   | 21× Platin21   | —           | 1.575.000  | aria.com.au          |
| Belgien (BRMA)                                                                               | —            | 4× Gold4   | 7× Platin7     | —           | 300.000    | ultratop.be          |
| Brasilien (PMB)                                                                              | —            | 2× Gold2   | —              | —           | 40.000     | pro-musicabr.org.br  |
| Dänemark (IFPI)                                                                              | —            | 9× Gold9   | 16× Platin16   | —           | 1.680.000  | ifpi.dk              |
| Deutschland (BVMI)                                                                           | —            | 7× Gold7   | 7× Platin7     | —           | 3.300.000  | musikindustrie.de    |
| Frankreich (SNEP)                                                                            | —            | 6× Gold6   | 6× Platin6     | 3× Diamant3 | 2.345.832  | snepmusique.com      |
| Italien (FIMI)                                                                               | —            | 4× Gold4   | 18× Platin18   | —           | 1.095.000  | fimi.it              |
| Kanada (MC)                                                                                  | —            | 10× Gold10 | 35× Platin35   | —           | 3.320.000  | musiccanada.com      |
| Mexiko (AMPROFON)                                                                            | —            | 4× Gold4   | 17× Platin17   | 3× Diamant3 | 2.040.000  | amprofon.com.mx      |
| Neuseeland (RMNZ)                                                                            | —            | 5× Gold5   | 26× Platin26   | —           | 765.000    | radioscope.co.nz NZ2 |
| Niederlande (NVPI)                                                                           | —            | —          | 4× Platin4     | —           | 150.000    | nvpi.nl              |
| Norwegen (IFPI)                                                                              | —            | Gold1      | 30× Platin30   | —           | 1.200.000  | ifpi.no              |
| Österreich (IFPI)                                                                            | —            | 8× Gold8   | 6× Platin6     | —           | 300.000    | ifpi.at              |
| Peru (UNIMPRO)                                                                               | —            | Gold1      | —              | —           | 3.000      | Einzelnachweise      |
| Polen (ZPAV)                                                                                 | —            | 5× Gold5   | 20× Platin20   | —           | 510.000    | olis.pl              |
| Portugal (AFP)                                                                               | —            | —          | Platin1        | —           | 10.000     | Einzelnachweise      |
| Schweden (IFPI)                                                                              | —            | 4× Gold4   | 37× Platin37   | —           | 2.200.000  | sverigetopplistan.se |
| Schweiz (IFPI)                                                                               | —            | 5× Gold5   | 20× Platin20   | —           | 535.000    | hitparade.ch         |
| Spanien (Promusicae)                                                                         | —            | 6× Gold6   | 11× Platin11   | —           | 740.000    | elportaldemusica.es  |
| Ungarn (MAHASZ)                                                                              | —            | Gold1      | 3× Platin3     | —           | 14.000     | slagerlistak.hu      |
| Vereinigte Staaten (RIAA)                                                                    | —            | 8× Gold8   | 9× Platin9     | —           | 13.000.000 | riaa.com             |
| Vereinigtes Königreich (BPI)                                                                 | 10× Silber10 | 5× Gold5   | 10× Platin10   | —           | 9.460.000  | bpi.co.uk            |
| Insgesamt                                                                                    | 10× Silber10 | 98× Gold98 | 306× Platin306 | 6× Diamant6 |            |                      |